# Anthracites kilimandjaricus
Anthracites kilimandjaricus är en insektsart som beskrevs av Sjöstedt 1909. Anthracites kilimandjaricus ingår i släktet Anthracites och familjen vårtbitare. Inga underarter finns listade i Catalogue of Life.